# Emplastro

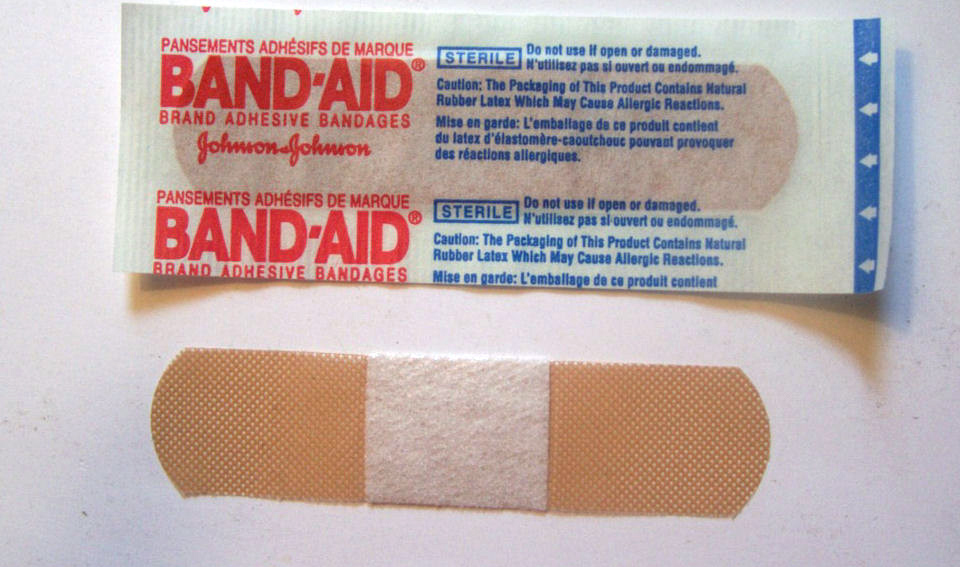
Band-Aid, uma marca de emplastros mundialmente conhecida.

Emplastro ou emplasto (do grego émplaston), cataplasma (do grego κατάπλασμα, katáplasma) ou malagma (do latim malāgma) é uma forma de medicação transdérmica caracterizada pela colocação sobre a pele de alguma substância sólida aquecida, com o intuito de aquecer ou amolecer tecidos, acelerando o processo de cura. No Brasil também é conhecido por compressa.
Em tratamento caseiro é usado para alívio das inflamações e das dores mais diversas, inclusive reumáticas, nevrálgicas e musculares, bem como para a cura de abcessos e demais afecções da pele.
Em hospitais pode ser utilizado no pós-operatório para assepsia e amenização do aspecto das cicatrizes cirúrgicas, entre outras aplicações.
Emplastro de sal é considerado excelente para dores de estômago, dores abdominais, dores menstruais e diarreia.
Emplastros de tofú (queijo de soja) é utilizado para baixar a febre, inchaços, abcessos dentários, queimaduras e combate a processos inflamatórios.
Emplastros de folhas de batata-doce são bons como emolientes para acnes e furúnculos.
Muitas vezes os emplastros são utilizados na forma de pasta, elaborados com farinha e diversos tipos de vegetais ralados, como inhame, gengibre, arnica, confrei, manjerona, nabo, batata, mostarda, folhas verdes (emplastro de clorofila) e outros.
Há ainda os emplastros industrializados, que são tiras adesivas de tecido poroso, geralmente algodão, embebidas em substâncias curativas como, por exemplo, o diclofenaco e o flurbiprofeno (anti-inflamatórios).
Nesta categoria despontam os modernos emplastros de selegilina, que visam combater a depressão. Sobre a pele, estes emplastros liberam o princípio ativo diretamente  para a corrente sanguínea, evitando a passagem para o aparelho digestivo. Existem também emplastros que funcionam como auxiliares no tratamento para o abandono do tabagismo.

## Curiosidades
No livro "Memórias Póstumas de Brás Cubas", de Machado de Assis, o defunto-autor, Brás Cubas, tem a ideia fixa de conquistar a fama através de seu produto, o Emplasto Brás Cubas, um medicamento que solucionaria todos os "males do espírito": a melancolia e a falta de propósito.